# Yan Junling
Yan Junling (Xangai, 28 de janeiro de 1991) é um futebolista chinês que atua como goleiro. Atualmente, defende o Shanghai Port.

## Carreira
Yan Junling representou a Seleção Chinesa de Futebol na Copa da Ásia de 2015.<

## Títulos
Shanghai Port
- China League Two (3ª divisão): 2007
- China League One (2ª divisão): 2012
- Campeonato Chinês: 2018, 2023, 2024
- Supercopa da China: 2019, 2024

Individuais
- Melhor Goleiro da Super Liga Chinesa: 2017, 2018, 2019